# Purple Mountains
Purple Mountains var ett amerikanskt indierockprojekt bildat av musikern och poeten David Berman. Projektet startade i maj 2019, över ett decennium efter upplösningen av Bermans tidigare grupp Silver Jews. Ett album med samma namn släpptes i juli 2019. Albumet spelades in främst i Chicago och producerades av Jarvis Taveniere och Jeremy Earl från bandet Woods.
Projektets namn kommer från Purple mountains majesty, en vanlig mondegreen av lyriken Purple mountain majestys från America the Beautiful. Sean L. Maloney från Nashville Scene beskrev det som "slående, tungt och kanske lite olyckligt, men det innebär ett majestät som helt saknas från de ofta självironiska silverjudarna". Berman, den enda medlemmen, dog den 7 augusti 2019.

## Bakgrund
Berman återvände till musiken 2018 och co-producerade Yonatan Gats andra studioalbum Universalists. [4][5] Den 12 december 2018 avslöjade före detta Pavement och Silver Jews-medlemmen Bob Nastanovich i sin podcast Three Songs att David Berman skulle släppa ny musik 2019 under namnet Purple Mountains, vilket också var namnet på Bermans blogg. Hans blogg hette också Menthol Mountains ibland.
Den 10 maj 2019 släppte Berman sin första musik på över ett decennium, en singel med titeln All My Happiness Is Gone på vinyl av Drag City, med tillnamnet Purple Mountains. Singeln innehöll två remixer av låten, All My Happiness Is Wrong av Noah Count och All My Happiness Is Long av Mark Nevers med klippta inspelningar av Dave Cloud, och indikerade också att ett fullängdsalbum var "ett par månader bort". Den krediterade också Berman, Jeremy Earl och Jarvis Taveniere från Woods, Aaron Neveu och låtskrivaren Anna St. Louis.
Singeln släpptes digitalt den 17 maj 2019, med tillkännagivandet av ett fullängdsalbum och en planerad nordamerikansk turné. Det självbetitlade debutalbumet släpptes den 12 juli 2019. Darkness and Cold släpptes som albumets andra singel den 11 juni 2019. Margaritas at the Mall släpptes som albumets tredje och sista singel den 28 juni 2019. 
En remix av All My Happiness Is Gone av den australiska elektroniska musikgruppen The Avalanches, som Berman har samarbetat med tidigare, beställdes av honom, men en licensfråga hindrade deras version från att släppas.
Berman begick självmord den 7 augusti 2019, mindre än en månad efter albumets release.

## Diskografi

### Studioalbum
- Purple Mountains (2019)

### Singlar
- "All My Happiness Is Gone" (2019)[17]
- "Darkness and Cold" (2019)
- "Margaritas at the Mall" (2019)